# Bedřiška Sasko-Gothajsko-Altenburská
Bedřiška Sasko-Gothajsko-Altenburská (24. března 1675, Gotha – 28. května 1709, Karlovy Vary) byla německá šlechtična, sasko-gothajsko-altenburská vévodkyně.

## Životopis
Narodila se jako dcera vévody Bedřicha I. Sasko-Gothajsko-Altenburského (1646–1691) a jeho první manželky Magdaleny Sibylly (1648–1681), dcery vévody Augusta Sasko-Weissenfelského.
Po smrti otce v roce 1691 žila Bedřiška se svou nevlastní matkou Kristýnou (1645–1705) v její vdovské rezidenci, na zámku Altenburg. Poté, co byl jeho bratr Bedřich v roce 1693 prohlášen za plnoletého a převzal vládu vévodství, přivedl Bedřišku zpět ke gothajskému dvoru, kde podporovala svého bratra v panování.
V Gothě žila až do svého sňatku, když se 25. května 1702 v Zerbstu provdala za budoucího anhaltsko-zerbstského knížete Jana Augusta (1677–1742). Stala se důležitou rádkyní také pro svého manžela, který si na její počest v roce 1704 postavil venkovské sídlo v Badetzu, kterému dal jméno Friederikenberg.
Toto zřejmě šťastné manželství po sedmi letech ukončila Bedřiščina smrt, přičemž manželství zůstalo bezdětné. Ovdovělý Jan August se později oženil s Hedvikou Bedřiškou Württemberskou.